# Эррера, Эдвин
Э́двин Альбе́рто Эрре́ра Эрна́ндес (исп. Edwin Alberto Herrera Hernandez; род. 2 сентября 1998, Картахена) — колумбийский футболист, защитник клуба «Атлетико Хуниор».

## Клубная карьера
Эррера — воспитанник клуба «Индепендьенте Санта-Фе». 23 апреля 2018 года в матче против «Итагуи Леонес» он дебютировал в Кубке Мустанга. 8 мая 2019 года в поединке Кубка Колумбии против «Патриотас Бояка» Эдвин забил свой первый гол за «Индепендьенте Сант-Фе». В 2020 году Эррера на правах аренды перешёл в португальский «Фамаликан». 4 октября в матче против «Риу Аве» он дебютировал в Сангриш лиге. По окончании аренды игрок вернулся в «Индепендьенте Санта-Фе».
В 2023 году Эррера перешёл в «Атлетико Хуниор». 26 января в матче против «Рионегро Агилас» он дебютировал за новую команду. 23 апреля в поединке против «Хагуарес де Кордова» Эдвин забил свой первый гол за «Атлетико Хуниор». В 2023 году игрок помог клубу выиграть чемпионат.

## Достижения
Командные
 «Атлетико Хуниор»
- Победитель Чемпионата Колумбии — Финалисасьон 2023